# 山河燃ゆ
『山河燃ゆ』（さんがもゆ）は、1984年（昭和59年）1月8日から12月23日まで放送されたNHK大河ドラマ第22作。主演は九代目松本幸四郎、西田敏行。副題は「祖国は緑なる山河あたたかくもやさしき母なる大地」。原作は山崎豊子作の『二つの祖国』。

## 企画・制作
大河ドラマとして初めて第二次世界大戦を扱った作品であり、翌年の『春の波涛』、翌々年の『いのち』へと続く「近代大河3部作」の第1作である。日系人への誤解を生むことを懸念した全米日系市民協会（旧・日系アメリカ人市民同盟）とNHKが協議し、タイトルは原作の「二つの祖国」でなく、現行のものに改められた。ただし、アメリカでは1984年に本作が放映されると日系社会から猛抗議が起こり、放映中止に追い込まれた。
タイトル文字は従前の作品とは異なり、墨で揮毫したものではなくレタリング系のものとなった（同様の事例は後年の『北条時宗』でも見られた。）。オープニングのクレジットタイトルも縦書き表記ではなく、初めて横書き表記を使った。
放送期間中の存命人物が登場人物として描かれた大河ドラマは、この作品が初めてである（作中の人物では西春彦、鈴木貞一、岸信介、昭和天皇などが該当。）。同様の作品としては2019年の『いだてん〜東京オリムピック噺〜』、2021年の『青天を衝け』がある。
本編中にナレーションは無く、総集編のみ和田篤アナウンサーによるナレーションが入った。
平均視聴率は21.1%、最高視聴率は30.5%。
なお、2019年3月にはテレビ東京が原作を同じくするテレビドラマを制作・放送している。

## 原作との関係
登場人物、出来事など原作と基本的に同じで日系アメリカ人が経験した戦争中の苦難が主体だが、以下の部分が異なる。
- 原作は1941年以降の日系人の強制収容、アメリカ軍の語学兵としての戦場、東京裁判が三つの柱だが、ドラマでは1941年以前の日本の様子が書き加えられ、1936年の二・二六事件以降東京裁判までの日本の情勢が二世の視点で描かれている。
- 主人公天羽賢治が最後に自殺するのは同じだが理由が異なる。原作では妻・エミーとの関係は完全に決裂し、結婚を約束した梛子の死のショック、除隊後も日系人は良い職業につけない、米陸軍対敵諜報部隊（CIC）から厳しい査問を受け依然としてアメリカ人として認められていない等の事情から自殺を選んでいる。一方ドラマでは妻との仲は保たれており、除隊後については触れられておらず、賢治自身が加担した戦争の責任を感じての自殺となっている。
- 主要な人物の経緯や性格がいくつかの点で異なる。原作では勇はアメリカ陸軍442部隊で戦死、万里子は原爆でケロイドを負い実家から出られなくなる。賢治とチャーリーの結婚時期は逆転している。忠は二世でも中立の賢治を非国民と糾弾したり自ら進んでアメリカ国籍を捨てる日本の熱心な愛国者である。
- 原作では東京裁判の扱いが大きく証人とのやりとりなどを通じ、その不公正・不公平さが強く訴えられる。ドラマでは大幅に簡略にされ広田弘毅と東郷茂徳を「平和に努力した者」と位置づけ要点のみを描いている。
- 原作では賢治とエミーの間には、アーサーとベティという二人の子供が登場するが、ドラマでは二人の間の子はアーサーのみとなっている。
- チャーリー田宮は、ドラマでは最終回で暴漢に刺殺されるが、原作ではその描写はない。
- 戦前、戦中の日本を描いた中で登場する主要人物で川辺庄平、荒木義勝、張美齢、楠田、白浜、百蘭、久永大尉らはドラマオリジナルの登場人物で原作には登場しない。

## 出演者

### 日系人
- 天羽賢治（あもう けんじ）：松本幸四郎

主人公、日系2世。アメリカ出身だが、幼少期から大学まで日本で教育を受けたいわゆる「帰米」。恋人もいたが、移民として差別を受けた上アメリカへ強制送還されてしまった。帰国後は新聞社に勤務するが、執筆内容を元にFBIに逮捕される憂き目に遭う。日系人収容所では中立的立場をとるが通訳として軍に志願し、陸軍少尉としてフィリピン戦線において弟の忠と対峙する。戦後は占領軍の一員として来日。東京裁判の通訳モニター引受け、が戦勝国が敗戦国を断罪する不公平な裁判のあり方に疑問を抱き、日米双方の架け橋になろうとして苦しんだ末拳銃自殺した。
三島典子、エミー、梛子から思いを寄せられる二枚目の設定となっている。原作とかなり異なり、中立的で「アメリカ人だが心の中は日本人だ」と繰り返し話し合いを希望するがかなえられない。軍に志願する時は日本人と銃を構えることは強く拒否する。平和を訴える制作側の代弁者になっている。
- 天羽忠（あもう ただし）：西田敏行

もう一人の主人公。賢治の次弟、日系2世。アメリカで生まれ教育を受けたが、日本に強い親近感を持つ。柔道四段で浪曲や日本舞踊を嗜み、一般の日本人以上に「日本＝祖国」の意識が高い。全日本柔道選手権大会にロサンゼルス代表として参加するため来日したが、大会の数日前に湯河原温泉の旅館で二・二六事件に巻き込まれて足を負傷したため大会には参加できなかった。後日、大会で対戦する予定だった選手との試合を申し込みに「田島道場」を訪れたが、代わりに相手をした格下の門弟（二段）にまったく歯が立たなかった。このまま帰国することを潔しとせず、賢治の反対を押し切り日本に残る。
三島典子の賢治への思いを知り、当時日本国民の渡航が禁止されていたアメリカの賢治のもとへ典子を連れて行くため彼女と偽装結婚。ともにアメリカ行きの客船竜田丸に乗船するも、航海の途中に太平洋戦争が勃発したため、政府の命令により船は横浜港に引き返した。その後鹿児島連隊区から「現役兵證書」（配属先は歩兵第45連隊）を受け取り、迷わず米国籍を棄てる。戦場で兄賢治と対峙し、負傷。そのために一時賢治を憎悪するが、梛子に諭され仲直りする。
戦後は 戦友だった伊佐新吉と共に「天羽商會」を起こし、チャーリーの勧めで米軍の横流し品を売って大成功を収める。
- 天羽乙七：三船敏郎

賢治の父、日系1世。鹿児島県の郷士の7男だったが移民として渡米。カリフォルニア州インペリアル・ヴァーレィの農場で働いた後、リトル・トーキョーに「天羽ハンドクリーニング店」を出店する。家族揃っての帰国を一度は考えるも、息子の賢治が日本から強制退去させられていたことを知って激怒し、帰国を取り止める。大統領令9066号により店を失いサンタアニタパーク競馬場の仮収容所を経てマンザナール収容所に送られ、自らの意思で死亡した収容者の遺体処理の仕事に就く。米国に忠誠を誓うか否かの質問に対して「No（否）」と答え、ツールレイク収容所に送られる。戦後、クリーニング店を再建。
- 天羽テル：津島恵子

賢治の母で鹿児島県出身。写真花嫁により日本から乙七に嫁いだ。鹿児島弁がなごやか。どんな苦境に立たされても、家族を励まし、温かく見守る。
- 天羽勇：堤大二郎

賢治の末弟、日系2世。何の疑問もなく自分はアメリカ人だと言い、日本を大事にする父親を非難する。白人の友人も多い。マンザナール収容所から第442連隊戦闘団に志願、欧州戦線で聴覚を失うが、マリアンや家族の理解・協力で平和な日常を取り戻していく。戦後はクリーニング店を手伝い、実家の後継者になる。
- マリアン・オルソン：ヒロコ・グレース

勇の恋人。彼が兵士になる前から親しく、戦後は戦争で聴力を失った勇と結婚した。
- 天羽春子：柏原芳恵

賢治の妹。明るい性格で、家族のマスコット的存在。ツールレイク収容所に父母とともに収容された。歌が上手く、収容所内で歌の女王に選ばれた。
- 畑中（天羽）エミー：多岐川裕美

賢治の妻、日系2世。幼友達だが親の勧めで賢治と結婚し、一男をもうける。賢治と共にミネアポリスに移ったが、彼が出征中し後はリトル・トーキョーの実家に帰った。賢治への手紙を出しに行く途中ホームレスの男に強姦されて酒浸りとなり、入院生活を送った。戦後、息子を連れて来日し、ワシントンハイツで賢治とともに家族3人で生活を開始するも、過去のトラウマと賢治と梛子の仲に疑いを持ったことで益々酒に溺れる。その後、賢治の必死の努力でアルコール依存症を克服。東京裁判終了後、家族3人の再出発を信じ、賢治に見送られて一足先に息子と共にアメリカに帰国した。
- 天羽アーサー：岡田二三

賢治とエミーの子。
- 畑中万作：山田吾一

エミーの父。リトル・トーキョーでホテルを経営している。乙七の友人。
- 畑中定代：塩沢とき

万作の妻。娘のエミーを賢治と結婚させる。
- チャーリー田宮：沢田研二

賢治の友人、日系2世だがアメリカ人として生きる人物。賢治とはエミーや梛子を巡って恋敵でもある。開戦前は放送局に勤め、日本の貧しさと不潔さを嫌う。梛子と結婚後、収容所では米側の手先となり、日系人の管理をし、FBIのスパイとなる。米国政府に不満を言う日系人から｢バナナ｣（外見は黄色人種だが、中身は白人であるという意味）と揶揄され殺されそうになるが逃れ、その後陸軍少尉となる。ふとついた嘘をきっかけに梛子と離婚する。戦後はGHQの将校として白人を指揮する立場に立ち、日本人から白い目で見られながらも天皇に拝謁した途端、掌返しで英雄視され、日本の華族の娘との再婚話が持ち上がる。その相手を迎えに行く道すがら、軍服を着ていなかったため日本人だと思った暴漢に刺され、賢治とは逆に「心はアメリカ人だが外見を見繕わない限り自分は日本人にしか見られない」と悟りながら死んだ。
- 井本→田宮梛子（いもと→たみや なぎこ）：島田陽子

賢治の幼友達、日系2世。ハイスクールの教員。賢治に恋心を告白したが、賢治から別の人（典子）がアメリカに来るのを待っていると言われて失恋。収容所収監前にチャーリーと結婚し、ミネアポリスに引っ越す。チャーリーの考え・行動に不信を抱き、離婚。その後、父と共に戦時交換船で日本へ送られ、父の故郷広島に住む。昭和20年8月6日広島駅で原爆父と共に被爆したが、父より一足先に地下道に入っていたため生き残った。賢治と共に上京して帝國ホテルに勤めたが白血病を発症し、広島の日赤病院で死んだ。
- マリー田宮（田宮万里子）：手塚理美

日系2世。チャーリーの妹。父の死を期に母親と戦争前に日本来た。三島啓介と恋仲になり共に逃亡するが特高警察に捕まり、東京ローズのような米軍向け謀略ラジオ放送のアナウンサーをさせられた。戦後は教職に復帰した啓介と結婚した。
- 田宮平九郎：奥野匡

チャーリーの父。リトル・トーキョーでは株で成功したが、恨みを買われ殺された。乙七たちから「汗水垂らして働こうとしないからだ」と同情されなかった。
- 田宮カヨ：原知佐子

チャーリーの母。夫の殺害事件の際の警察の無気力捜査でアメリカが嫌になり帰国する。
- 井本虎造：大木実

梛子の父。リトル・トーキョーでドラッグストア経営する。尺八を愛好し日本を懐かしむ。戦時交換船で送還され広島に帰る。初日は歓迎されるが、食糧不足で「自分たちの食べる量が減っただけ」と周りに冷たくされ始め、失意に暮れる。広島駅ホームにいた際原子爆弾投下により死亡。
- 井本広子：かとうかずこ

梛子の妹。父と姉が日本に帰国した際、一人アメリカに残り看護婦となる。戦後広島の日赤病院に赴任し、姉の死を看取る。
- ケニー松原：池部良

第一次大戦に参加したハワイの二世。収容所では民主主義の原則と市民としての権利を要求し、告発文を書き、抗議の先頭に立つが射殺された。
- マイケル城山：高橋長英

収容所のインフォメーションの長、米側にべったりの人物。
- 池島努：樋浦勉

ターミナル島の漁師、2世。収容所では反抗グループの代表者として行動、逮捕される。
- 池島よね：初井言榮

池島努の母。息子を返してくれと泣く。
- 松井竹虎：内藤武敏

賢治と椰子が勤めていた「加州新報（California Japanese News）」の編集長。日米開戦後危険分子としてFBIに逮捕されたが、戦後編集長に復帰した。
- シグ木村：桑原たけし
- ジョー北川：藤田宗久
- ジロー武藤：にしきのあきら

ミネアポリスの陸軍日本語学校の教官。チャーリーの密告により解雇された。
- オーソン相川：村井国夫
- ジョン阿川：佐藤尚宏

天羽賢治の教え子、日本兵を説得中に狙撃され戦死。

### 日本人その他
- 天羽しま：丹阿弥谷津子

鹿児島蒲生に住む賢治と忠の伯母。10歳で日本に渡った賢治を母親の代わりに育てた。
- 三島典子：大原麗子

賢治の日本時代の恋人。二・二六事件で偶然賢治と知り合い愛し合う。賢治を日系二世であるが故に差別する内務官僚の父に反対され、さらに陸軍大尉久永との結婚を強いられ、家出する。その後、賢治と結婚の約束を交わし、忠と入籍してアメリカまで追いかけようとするものの、航海途上太平洋戦争が勃発し果たせなかった。戦後は身を持ち崩し、米兵のオンリーとして賢治と再会。最終回で本物の夫婦になろうとした忠と離婚。賢治の死後、忠とともに市ヶ谷の軍事法廷跡（旧陸軍省）を訪れた。
- 三島啓介：篠田三郎

賢治が参加していた｢外国映画鑑賞会｣メンバー、典子の兄。マルキストで帝大中退後は小学校の教師をしていたが、徴兵忌避で逃亡したため特高警察に逮捕される。戦後は教師に復帰し、マリーと共に九州へ発った。
- 三島誠之助：山内明

啓介・典子の父で内務省官僚。旧弊な人物。典子の結婚には反対、啓介の行状により小樽に左遷される。
- 川辺庄平：川谷拓三

九州出身。「外国映画鑑賞会｣のメンバー、カメラマン。チャップリンのファンで、戦時中は報道カメラマンとしてシンガポールに従軍。復員後張美齢と結婚の約束をしたがMPに捕らえられ、民間人であるにも拘わらず戦犯として起訴され、シンガポールの軍事法廷で裁かれ絞首刑になる。
- 楠田武：渡辺謙

｢外国映画鑑賞会｣メンバー、学生。学徒出陣により特攻隊に入り戦死。
- 伊佐新吉：矢崎滋

忠の戦友で、賢治の鹿児島蒲生での知人、元は役場勤務。不器用で、軍では古参兵の虐めの的になる。フィリピン戦線で負傷し、本隊を離れ洞窟に潜んでいたが米軍に見つかった際自決せずに捕虜となる。捕虜収容所で撮影された写真が日本軍に投降を呼びかけるビラに使われてしまう。終戦後、忠と再会。軍で忠から助けられた恩を忘れず、共に「天羽商會」を立ち上げる。
- 島木文弥：児玉清

外務省対米交渉担当課長。同郷で大学の後輩でもある賢治を住まわせ面倒を見る。戦時中、島木の暗号代わりの薩摩弁による電話交信を米軍に所属した賢治が傍受英訳することになる。戦後は東京裁判で東郷茂徳の弁護人となる。裁判の過程で、日米交渉の最中に外務省本省とワシントンの在アメリカ合衆国日本国大使館の間で自ら行っていた電話のやりとりが極秘にアメリカ海軍に傍受されていたことが検察側証言により判明し、日米の国力の差、いかに無謀な戦争であったかを悟り、愕然とする。
- 荒木義勝：柴田恭兵

特高警察の刑事。日系2世の賢治や左翼活動を行う啓介に目を光らせるが、反面「外国映画鑑賞会」と空気を共にしていたことに幸せを覚える。開戦後に徴兵忌避を理由に啓介を逮捕。後の空襲で死亡したらしい。
- 荒木三郎：趙方豪

ジェームズ・トムソンを殺害する。賢治がトムソン殺害の犯人として三郎を探し回るが荒木義勝に守られ、賢治に見つからないうちに出征してしまい、戦死したらしい。
- 白浜：柳生博

｢外国映画同好会｣の溜まり場である喫茶店「リラ」のオーナー。洋画のポスターを貼るロマンチックな親爺。東京大空襲の際避難せず、店と運命を共にして焼死した。
- 張美齢：アグネス・チャン

｢リラ｣店員、中国人。楠田に恋心を抱くが、楠田の出征で引き裂かれる。戦後は闇市で玄米パンを売って暮らしていた。復員した庄平とともに暮らそうと考えるものの、目の前で庄平が連行され、後に絞首刑となったとの便りを聞いて絶望する。
- 三門百蘭：泉ピン子

浪曲師。横浜から浅草に行くためにタクシーに乗り込んだところ、横浜の警察から脱走した忠がそのタクシーに乗り込んで来たことにより偶然知り合い、その後は何かと世話を焼く。後の空襲で死亡したらしい。
- ジェームズ・トムソン：ケント・ギルバート

UAP通信社日本支局の記者。賢治とは二・二六事件の日に偶然知り合う。戦艦大和の建造を探る中で右翼の青年に暗殺された。その後、賢治も日本から追放されて入国できなくなる。
- 楊栄麗：岡田奈々

UAP通信社上海支局の中国人通訳者。久永らのリンチに遭い、南京で日本軍に惨殺される。
- 陳国経：宮部昭夫
- カミング：マイク・スティーブンス

マンザナール収容所書長。賢治の要求に話し合いも考えるが、軍の介入にあう無力な人間。
- 千代乃：野平ゆき

芸者、久永大尉の女。賢治と典子がデートした事実を久永に教える。
- ひさ：高森和子

島木家の女中。未亡人の身であったところを島木に助けられる。
- 平井記者：津嘉山正種

賢治の出身大学の同窓。東京裁判の記者。
- 倉石医師：北村総一朗

梛子の担当医師。白血病による死を見届ける。
- 坂井技師：市川勉

NHK実況課職員
- 山口刑事：川辺久造
- 田中刑事：上杉祥三
- 林：津嘉山正種→秋間登

通訳
- 田島：石田太郎

通訳
- 大井中佐：浜田晃
- 久永大介：竜崎勝

陸軍大尉。高圧的で居丈高な男。典子と婚約していたが彼女が賢治とデートした事を知り、自分は芸者とねんごろになっていながら賢治を罵倒して殴りつけた。
- 落野中尉：村野武範

忠らの上官。忠らに対するいびりを見て、隊内でのビンタによる制裁を禁止する。
- 守田少尉：金田明夫
- 井上少尉：中丸新将
- 長坂准尉：大林丈史
- 鬼頭：綿引勝彦

陸軍軍曹。忠と新吉の上官。利己的で意地が悪く、日系二世という理由で何かと忠をいびり、投降した新吉を臆病者扱いする。賢治と忠がフィリピン戦線で偶然対峙した場に居合わせ、部下の忠に銃を向ける卑怯な真似をするものの、賢治が誤って忠の足を撃ってしまったのを見届け、1人アメリカ軍に突入し自爆、壮絶な戦死を遂げる。
- 松田軍曹：遠山顕
- 吉原伍長：ポール牧

忠らをいびった古参兵。
- 大久保上等兵：花王おさむ
- 藤原上等兵：鶴田忍
- 草野上等兵：中屋敷鉄也
- 豊田二等兵：酒井敏也
- 鈴木二等兵：倉地雄平
- 鮫島：日下武史
- 林田：井上孝雄

特高警察にスパイ容疑をかけられた上、中国で惨殺される。
- 一龍斎貞友：鈴木みえ
- 前田：久保晶
- 高野：金井大
- 田沢：大塚周夫
- 山田：河原さぶ
- 山田：須永慶
- 池上：稲垣昭三
- 神山：加地健太郎
- 青山：三谷昇
- 山下：箒克朗
- 刑事：江角英
- 闇屋：依田英助
- 番頭：山崎満
- 暴漢：宮口二郎
- 暴漢：山本昌平
- その他：デーブ・スペクター

### 歴史上の人物
- 東郷茂徳：鶴田浩二

外務大臣。太平洋開戦時と終戦時のいずれも外務大臣を務める。東条内閣での外務大臣就任時には内閣として開戦はしないことを条件に求め、了承されていたものの、結局閣内では孤立無援となり、開戦派に押し切られるとともに、ハル・ノートが決め手となり、日米開戦を許す羽目になる。開戦時には、アメリカに対する宣戦布告が最初の攻撃である真珠湾攻撃の開始より約１時間後となるという失敗をし、アメリカ人に一気に反日気運・敵愾心を植え付けてしまうという失態を招く。鈴木貫太郎内閣時には当時中立条約を結んでいたソ連を仲介とする和平交渉を進めようとするが、ソ連の連合国側との策謀により交渉は頓挫、無条件降伏へと繋がっていく。戦後の東京裁判では、禁錮２０年の刑を受ける。ドラマでは、東条内閣での外務大臣就任時に賢治から貰った手紙の内容が、最初はいかにも経験浅い若者による意見ととれたものの、後でハル・ノートにてアメリカが求めている日本の全面的な撤退という内容と一致していることに気付いた上で、その時点では既に開戦不可避の状況となっており、とても返信をできる状態にもなく面目を失い愕然とするという象徴的なシーンがある。
- 高橋是清：入江正夫

総理大臣、大蔵大臣。二・二六事件で陸軍将校に暗殺される。
- 岡田啓介：築地博

総理大臣　二・二六事件では危うく難を逃れる。
- 松尾伝蔵：山田博行

総理秘書官
- 斎藤実：山本武

総理大臣、内大臣。二・二六事件で陸軍将校に暗殺される。　
- 渡辺錠太郎：平野元

陸軍教育総監
- 栗原安秀中尉：中田譲治
- 鈴木貫太郎：平野元

侍従長。終戦時の総理大臣。二・二六事件では陸軍将校に襲撃され、殺されそうになるが寸前で死を逃れる（ドラマではそのシーンは出ない）。
- リヒャルト・ゾルゲ：ロジャー・アレン

ドイツ誌特派員、スパイ
- ダグラス・マッカーサー：ディック・ネビアス
- ウィリアム・F・ウエップ：ドン・ノード

極東国際軍事裁判・裁判長
- ジョセフ・キーナン：ジョー・グレイス

極東国際軍事裁判所・主席検事　昭和天皇は訴追しないことを決める。
- ラダ・ビノード・パール：デニス・マタイアス

極東国際軍事裁判所・判事　被告全員無罪という意見書を書き上げ、法廷での朗読を求めるが、ウェッブ裁判長に拒否される。
- 東條英機：渥美国泰

陸軍大臣、総理大臣、内務大臣、参謀総長。太平洋開戦時の総理大臣であり、東京裁判にて絞首刑となる。
- 広田弘毅：武内文平

外務大臣、総理大臣　東京裁判にて絞首刑となる。ドラマでは、開戦回避に向けて無力を悟った東郷から外務大臣辞任の相談を受けるものの、翻意させる
- 広田美代子：小野さやか

広田の娘
- 小磯國昭：須藤健
- 荒木貞夫：鈴木昭生

陸軍大臣
- 大川周明：庄司永建
- 木村兵太郎：有馬昌彦

陸軍次官
- 橋本欣五郎：前沢迪雄
- 梅津美治郎：松村彦次郎

参謀総長
- 賀屋興宣：斎藤英雄

大蔵大臣
- 嶋田繁太郎：入江正夫

海軍大臣、軍令部総長
- 鈴木貞一：井上正彦

企画院総裁
- 木戸幸一: 久遠利三
- 岸信介：岡田映一

商工大臣
- 杉山元：福原秀雄

参謀総長、第一総軍司令官
- 井野碩哉：柳田豊
- 寺島健：稲川善一
- 岡敬純：平野元

海軍軍務局長、海軍次官
- 永野修身：田中明夫

軍令部総長
- 星野直樹：築地博

内閣書記官長
- 武藤章：川部修詩

陸軍軍務局長
- 畑俊六 : 上原秀雄
- 牧野伸顕：岡田映一

内大臣
- 阿南惟幾：相馬剛三

陸軍大臣
- 米内光政：村上幹夫

総理大臣
- 豊田副武：今西正男

軍令部総長
- 塚田攻：神山卓三

参謀本部次長
- 伊藤整一：上原秀雄

軍令部次長
- 田中隆吉：佐藤慶
- 溥儀：陳立清

元満洲国皇帝 検察側証人として出廷。
- 来栖三郎：内田稔

駐米特使
- 清瀬一郎：宮口精二

極東国際軍事裁判所・弁護士
- 松平康昌 : 新井和夫

式部官長
- 西春彦：加藤和夫

外務次官
- 昭和天皇：高橋昌也

## スタッフ
- 原作：山崎豊子（『二つの祖国』より）
- 脚本：市川森一、香取俊介(第11回から、第19回・第23回・第26回・第29回・第37回・第45回・第47回を除いて市川と共同)
- 音楽：林光
- 語り（総集編のみ）：和田篤
- テーマ音楽演奏：NHK交響楽団
- テーマ音楽指揮：外山雄三
- 演奏：ワークショップ84
- 考証：樋口清之、猿谷要
- 擬斗：車邦秀
- 資料提供：トーヨー・ミヤタケ・スタジオ、加州東京銀行日米史料室
- 衣装考証：小泉清子（大河ドラマ初参加作）、織田稔子
- 方言指導：飯田テル子
- 制作：近藤晋
- 美術：斉藤博巳、南波靖造、石村嘉孝
- 技術：大森如一、田村久男
- 効果：川崎清、岩崎進、山本浩
- 記録編集：高室晃三郎
- 照明：宮本省二、小野寺政義
- カメラ：三浦国男、杉山節郎
- 音声：土居均、谷島一樹
- 演出：村上佑二、伊豫田静弘、佐藤幹夫、松岡孝治、田島照、松平保久、小林武

## 放送
特記が無い限り NHKクロニクルのNHK番組表ヒストリー で確認。

### 通常放送時間
- NHK総合テレビジョン、衛星第1放送[注 4]：毎週日曜 20時00分 - 20時45分
- （再放送）NHK総合テレビジョン、衛星第1放送[注 4]：毎週土曜 13時25分 - 14時10分[注 5]

### 放送日程とあらすじ
- 第1回は45分拡大で放送。

| 放送回 | 放送日 | 題                                                           | 演出       |
| ------ | --- | ------------------------------------------------------------ | ---------- |
| 第1回  | 1月8日 | 昭和十一年、雪が（日本を愛する二世）                         | 村上佑二   |
| 第1回  | 1946年：東京裁判開廷、天羽賢治は通訳をチェックするモニターとして参加する。回想で1936年：賢治は大学卒業をし柔道大会のため来日していた弟、忠と共に鹿児島の叔母を訪れる。帰りの汽車で富士山に見とれ途中下車する二人。 |                                                              |            |
| 第2回  | 1月15日 | 戒厳令 （2.26事件）                                          | 伊豫田静弘 |
| 第2回  | 1936年2月26日：二・二六事件勃発、途中下車して泊まった旅館を囲む兵に追われた賢治は知り合った娘典子と逃げ、そのまま一緒に東京へ。町に戒厳令が敷かれる。 |                                                              |            |
| 第3回  | 1月22日 | 悲しみへの序曲 （平和を愛す市民）                            | 佐藤幹夫   |
| 第3回  | 賢治は映画字幕入れのバイト。銀座の喫茶店で啓介ら「外国映画鑑賞会」の仲間と楽しく談笑する、だが忠は浪花節が好き。啓介は特高警察に捕まるが典子の許婚の久永大尉の口利きで釈放される |                                                              |            |
| 第4回  | 1月29日 | 別れの絵草子 （日本の軍部の圧力）                            | 村上佑二   |
| 第4回  | 再会した賢治と典子はUAP通信社のトムソン記者を訪れ日本が軍国主義化していると聞く。二人は惹かれ合い記念写真を撮るが情婦の告げ口で久永大尉に知られ、賢治は偽日本人だと大尉に殴られる。 |                                                              |            |
| 第5回  | 2月5日 | 家族 （アメリカを祖国として懐かしむ二世）                    | 伊豫田静弘 |
| 第5回  | 1936年11月：賢治は帰国、梛子やエミーなど幼馴染の女性陣にもてもて、日本は好きだが2世にはアメリカが祖国だ。しかしチャーリーは貧乏で不潔だと日本を貶す。賢治は梛子と生まれ育った荒廃した土地インペリアルバレーを訪れ懐かしむ。 |                                                              |            |
| 第6回  | 2月12日 | リトル・トーキョー （日系人への差別）                        | 佐藤幹夫   |
| 第6回  | チャーリーの父親が突然刺され死ぬ、借金取りに嫌気のさした母親は日本へ帰るがチャーリーは迷い、所持金を博打で全てなくしアメリカで生きていく事を決める。賢治は就職しようとするが厳しい差別に遭う。そのため父のクリーニング店の跡を継ごうとするが、大和魂を鍛え直せと却って父の怒りを買い、日本でやり直す事を選ぶ。 |                                                              |            |
| 第7回  | 2月19日 | 草原情歌 （二世と同じ立場の中国人）                          | 村上佑二   |
| 第7回  | 賢治は日本のUAP通信社の記者になるが2世というだけで警察に取り調べを受ける。喫茶店の張美齢が大金がいると急に言い出す。それは中国人だという理由だけで警察の捜査を受ける仲間の逃走資金だった。日本に帰化しろという賢治に血は変えられないと張は言う。 |                                                              |            |
| 第8回  | 2月26日 | 大陸へ （特高に弾圧される平和主義者）                        | 伊豫田静弘 |
| 第8回  | 1937年8月：賢治は上海支局へ転勤になる。林田という平和主義者が来て、今日本の大陸での戦争を止めさせる事が大事だと説かれる。彼は部下に化けて一緒に上海へ連れて行ってくれと言うが賢治は断る。 |                                                              |            |
| 第9回  | 3月4日 | 上海に一滴の涙を （日本軍の謀略による戦争）                  | 佐藤幹夫   |
| 第9回  | 上海支局の通訳楊は活動家で、賢治を密航した林田に会わせる。彼は満州事変が日本の謀略であると言い日本警察に殺される。賢治は彼の情報で中国軍が日本人殺害を偽装した現場を目撃するのだった。 |                                                              |            |
| 第10回 | 3月11日 | 戦都 （上海の戦争）                                          | 村上佑二   |
| 第10回 | 日本人殺されるの報に海軍陸戦隊と中国軍の間で戦闘が始まる、撮影する川辺。楊が久永大尉に捕らえられ拷問されるが賢治は昨日のフィルムと引き替えに解放させる。慰問浪曲団として来た典子は久永に捕まり強姦される。戦火は止まる所を知らず賢治は上海を去る。 |                                                              |            |
| 第11回 | 3月18日 | いまひとたびの （軍国主義が日米の恋人を引き裂く）            | 伊豫田静弘 |
| 第11回 | 賢治は典子への求婚を決意、典子は久永らの仲間に拘束されていた部屋を脱出し百蘭らと日本に帰る。典子の父は啓介の逮捕のため左遷されたことと典子の婚約が潰れたことの怒りを典子にぶつける。典子は身の汚れと父の為、賢治の求婚を拒絶し自分はアメリカ人にはなれないと言う。 |                                                              |            |
| 第12回 | 3月25日 | 大陸からの手紙 （南京陥落）                                  | 佐藤幹夫   |
| 第12回 | 忠は南京陥落の賑やかな提灯行列に参加するが賢治は悲しむ。従軍カメラマンとして南京入りした川辺は兵士・民間人の多くの死体を見る、しかし写真は没収され嘘の記事しか書けない。日本軍が南京を地獄に変えた、楊も殺されたと手紙をよこす。忠は喜び日本のためなら銃も撃つと言い、賢治を非国民と非難して満州に鉱石捜しに行こうとする。しかし、父から貰った大金を元手に得た株が大暴落する憂き目に遭う。 |                                                              |            |
| 第13回 | 4月1日 | それぞれの青春 （米国記者の暗殺・満州移民の悲しみ）          | 村上佑二   |
| 第13回 | 1938年4月：トムソンが殺される、彼は南京での日本軍捕虜虐殺を指摘、条約違反の巨大戦艦建造の情報を調べていた。殺した男は貧しい満州移民の村の出身者で同じ村出身の特高は庇う。賢治は敢然と大日本帝国に挑戦する事を特高警察の荒木に宣言するが、これが荒木を大いに怒らせ、賢治のアメリカへの強制送還の布石となっていく。 |                                                              |            |
| 第14回 | 4月8日 | さらば日本よ （真に国を愛する賢治は国外退去になる）          | 伊豫田静弘 |
| 第14回 | トムソン殺人犯は行方をくらまし賢治は特高に逮捕される、島木の計らいで釈放と交換に国外強制退去になる。日本を愛せない自分は日本人なのかと嘆く賢治に東郷大使は今の日本は愛せるいい国ではないと説く。失意の下、賢治はアメリカに向かう。 |                                                              |            |
| 第15回 | 4月15日 | 開戦前夜 （ハルノートこそが最後通牒だった）                  | 佐藤幹夫   |
| 第15回 | 1941年10月：東郷茂徳が外相になる、戦争回避を目指すが就任演説は強気だ。賢治は仏印、中国、満州から撤兵するのが最低条件と東郷に手紙を書く。軍部は強く戦争を主張し12/1までに外交で妥結しなければ戦争開始と決定。外務省本省と在米日本大使館との間での、開戦に向けて危機が間近である旨の電話のやりとりがアメリカ海軍に極秘傍受される。11/27米よりハルノートが来る。「これは最後通牒ではないか!」と東郷は言う。 |                                                              |            |
| 第16回 | 4月22日 | 1941年12月8日 （譲歩の提案は日米双方から攻撃される）         | 松岡孝治   |
| 第16回 | 1941年11月29日：ハルノートにより開戦が決議される、東郷外相は宣戦布告となる交渉打ち切りの通告が攻撃前に手渡される事を部下に確認する。開戦4時間前ルーズベルトからの親書が届けられるが手遅れだ。賢治は日米双方に譲歩を要求する記事を書いて日米双方から攻撃される。12/8東郷の最後通告を打ち消すように賢治は平和に向けて努力すべきだという自分の社説を読み上げる。 |                                                              |            |
| 第17回 | 4月29日 | パール・ハーバー（開戦・逮捕される日系人）                   | 村上佑二   |
| 第17回 | 12月8日：真珠湾攻撃、ラジオはジャップの奇襲／だまし討ちと伝える、驚く東郷。日系人社会は動揺し加州新報の編集長は逮捕される。海軍おばさんの名で知られる気のいい日系女性はスパイ容疑で取り調べを受け自殺する。典子は忠と偽装結婚した上でアメリカに向かう竜田丸に乗船していたものの、日米開戦を機に船は横浜港に帰還、賢治に結局会えないことを悟った典子は号泣する。 |                                                              |            |
| 第18回 | 5月6日 | 戦下の隣人達 （日系人への迫害）                              | 佐藤幹夫   |
| 第18回 | 賢治は海軍おばさんの死を記事にし当局に正当な扱いを要求する。だが葬式も警察が禁止、ラジオは日系人は日本に忠誠を誓うので監視すべきといい日系人の店が暴徒に襲われ逮捕者が続く。勇は自分はアメリカ人だ親父も日本の為に戦えと言うが、友人にも卑怯なジャップとののしられる。 |                                                              |            |
| 第19回 | 5月13日 | 日本刀を埋めた日 （アメリカへの忠誠を誓う二世）              | 伊豫田静弘 |
| 第19回 | 1941年12月：忠は典子とともにアメリカへ向かっていた船により日本へ帰還、忠は徴兵される。典子は戦争に私たちは引き裂かれた、これからは「生き抜く」ことが戦争に負けない事だと言う。賢治はFBIに逮捕され厳しい審問を受け弟と戦えるかと言われ、アメリカへの忠誠を誓う。 |                                                              |            |
| 第20回 | 5月20日 | 大統領令9066（強制退去それは日系人の罪なのか）               | 村上佑二   |
| 第20回 | 強制退去が発表される、チャーリーは今まで米国社会に溶け込もうとしなかった日系人の罪だと言い、勇は素直に従いアメリカへの忠誠を示し今こそアメリカ人になる機会だと言う。乙七は店を買い叩こうとする白人に怒り、テルと春子は泣く。追い立てる兵士の態度はまるで捕虜を扱うようだ。賢治は釈放され列車に乗るが「お前はジャップか?」と聞かれ真珠湾の敵として袋叩きにあう。 |                                                              |            |
| 第21回 | 5月27日 | マンザナール収容所（ひどい日系人収容所）                     | 村上佑二   |
| 第21回 | マンザナール収容所は砂漠の中のひどい収容所で、兵士の捕虜のような扱いにアメリカ市民として見られていない事に愕然とする。そんな中でも畑中は多量の物品を身につけ少しでもいい目を見ようと画策する。池島は当局に抗議せよといい、チャーリーは忠誠を尽くせと言う。 |                                                              |            |
| 第22回 | 6月3日 | 荒野のパーティー（日系人の不幸な収容所生活）                 | 伊豫田静弘 |
| 第22回 | 1942年夏：賢治は収容所の情報部で米国と日系人達の中間に立つ。父は全てを諦めたかのように皆の嫌う死体処理係になる。収容者の中では反抗的な親日派とFBIスパイのチャーリーら親米派に分かれ始める。 |                                                              |            |
| 第23回 | 6月10日 | 虹の彼方に（日本軍の初年兵虐め）                             | 佐藤幹夫   |
| 第23回 | 1942年8月31日・日本：忠は厳しい新兵訓練で二世のためことさら虐められる。使用済み薬莢を回収しなかった伊佐新吉は探すよう命じられ、夜中幽霊がありかを教えてくれた。しかしそれは脱走兵だった。 |                                                              |            |
| 第24回 | 6月17日 | 祖国アメリカ（収容所で分裂する日系人）                       | 松岡孝治   |
| 第24回 | 1942年冬：収容所の食料横流しが噂される。親日派は人権侵害や食料横流しを告発する手紙を長官に出すがチャーリーは告発文を秘かに没収する。退役軍人であるケン松原は権利を主張し訴える事の正しさを賢治に説く。 |                                                              |            |
| 第25回 | 6月24日 | 暴動（日系人の暴動）                                         | 伊豫田静弘 |
| 第25回 | 親日派のリーダーが逮捕、賢治は話しあいを求めるが睨み合いになり、ケン松原は米兵に撃たれて死ぬ。親日派に殺されそうになったチャーリーは逃げ出す。しかし新聞には多数の日系人による危険な暴動で死者は正当な鎮圧のためと載る。 |                                                              |            |
| 第26回 | 7月1日 | 人間テスト（米国への忠誠を問われる日系人たち）               | 佐藤幹夫   |
| 第26回 | 忠誠テストが行われ1世は反発し賢治は回答を拒否するが、勇はYesと答え兵士に志願する。立派な米軍将校姿のチャーリーが賢治を軍の日本語学校の教官に誘いに来る。日本では忠が出征し典子が見送る、啓介は反戦主義者の敗北を認め自首する。 |                                                              |            |
| 第27回 | 7月8日 | さらば収容所（日本人を差別しないアメリカ人）                 | 村上佑二   |
| 第27回 | 収容所の幼い子供が急病になり民間病院へ、医師は人間には敵性外国人もアメリカ人もないと言い貴重な薬品を使ってくれる。感動した賢治は惨めな敗北から少しでも日本を救うために日本語学校教官になる。 |                                                              |            |
| 第28回 | 7月15日 | アメリカ陸軍日本語学校（梛子とチャーリーの不和）             | 伊豫田静弘 |
| 第28回 | 賢治はミネアポリスの陸軍日本語学校で2世を相手に日本語と日本軍について教える。教官同僚をスパイしても成り上がろうとするチャーリーに梛子はついていけず収容所の父を訪ねる。 |                                                              |            |
| 第29回 | 7月22日 | 離婚（賢治とエミーの亀裂）                                   | 佐藤幹夫   |
| 第29回 | チャーリーはエミーとよりを戻そうと昔1度寝た事を種に口説こうとした上で、賢治にその寝たことを告白したと嘘をつき、エミーは激しく動揺する。このことをエミーから聞かされた梛子はチャーリーと別れることを決意し交換船で日本へ帰る。エミーは酒に逃避する。ラジオでは戦争が連合国側の優勢に転じた事を伝える。 |                                                              |            |
| 第30回 | 7月29日 | 血の証し（暗号解読・日系人部隊の欧州での戦闘）               | 田島照     |
| 第30回 | 賢治はワシントンで暗号解読をする、それはドイツにいる島木の鹿児島弁の本国との会話だった。恩人を裏切ることを拒否するが祖国への忠誠とは国家の命令に従うことだと言われ従う。自分がわからなくなり前線へ志願する。勇は二世部隊で勇敢に戦うがひどい負傷をおう。 |                                                              |            |
| 第31回 | 8月5日 | 太平洋戦線（捕虜尋問・東京ローズ）                           |            |
| 第31回 | 1944年11月：賢治は捕虜を尋問し激しいやりとりの末投降に協力させる。日本軍の文書を解読し満州の部隊がフィリピンに回されてきている事を明らかにする。忠はその師団にいて米軍潜水艦の攻撃を受ける。梛子は東京ローズをやるよう特高警察に強要される、チャーリーはその放送を聞いて梛子ではないのかと思う。 |                                                              |            |
| 第32回 | 8月12日 | 二つの戦場 （死体だらけの戦場）                              |            |
| 第32回 | 1944年12月フィリピン：忠の船は攻撃で沈没、救助されてフィリピンに上陸。米軍と激しい戦闘、だが弾薬食料もつきるが補給はなく後退も許されず大隊長は勝手に玉砕電文を打つ。賢治は捕虜捕獲のため死体だらけの戦場を歩くが、米兵は負傷兵を撃ち殺しゲリラは語学兵を日本兵と間違えて殺そうとする。故郷鹿児島の師団が来ていることを知った賢治は忠の行方を聞き出そうとする。 |                                                              |            |
| 第33回 | 8月19日 | 誰が故郷を想わざる（餓死・病死、日米兵士の死）               |            |
| 第33回 | 1945年2月ルソン島：忠は敗残兵となりジャングルを連隊を目指し歩く、道には死体だらけ。食料を奪った現地女はゲリラで攻撃される。餓死・病死・哀れな死。語学兵も狙撃され、日米の兵士が共に家族の為、国の為に死ぬ姿が交互に映し出される。賢治は日本兵を餓死から救おうと反対を押し切って投降ビラを大量に撒く。 |                                                              |            |
| 第34回 | 8月26日 | 東京大空襲 （死ぬ日本人・100万人救うためなら10万人殺すも可） |            |
| 第34回 | 1945年3月9日：B29爆撃は低空からの絨毯爆撃での民間人皆殺しに変えるという、100万人救うためなら10万人殺すのも可だと米軍は言う。これから空襲される東京の「リラ」ではマスターが平和な時を懐かしむが、武がお別れに来て特攻に行くという。エミーは賢治への手紙を出そうと外出するとジャップの女だ！と白人浮浪者に強姦される。 |                                                              |            |
| 第35回 | 9月2日 | 兄弟対決（二世がしたのはジャップのジャップ狩りだ）           |            |
| 第35回 | 1945年4月ルソン島：兄弟はついに双方が戦場にいることを知る。忠は夜間切り込みで賢治の陣地に入り食料を奪う。山中を彷徨し偶然兄と遭遇するが撃てない。賢治は投降を呼びかけるが忠と同行の軍曹の攻撃をきっかけに忠を撃つ。負傷で済んだ忠に精一杯の事をするが忠は賢治のした事を許さない。 |                                                              |            |
| 第36回 | 9月9日 | 終戦 （終戦の経緯）                                          |            |
| 第36回 | 1945年7月26日：ポツダム宣言、受諾しなければ日本は壊滅だ。東郷茂徳は受諾を会議で説くが軍部は強硬だ。広島への原爆、ソ連の参戦で東郷の和平調停も望みはつき、天皇の判断で降伏が決まる。捕虜の忠は賢治の差し入れに自分は日本兵であり語学兵の兄は米兵だと二人が敵対している事を、明言する。 |                                                              |            |
| 第37回 | 9月16日 | ヒロシマ（被爆者の怒り・アメリカは謝るべきだ）               |            |
| 第37回 | 1945年秋：GHQにマッカーサーが来る。賢治は広島の原爆調査に参加、被爆者の心理面調査のため話を聞く。悲惨な死を答える被爆者に衝撃を受け、被爆者がアメリカへの恨みを述べないのは追従や恐れの為だ、アメリカはなぜ許しを請わないのかと報告して拒絶される。 |                                                              |            |
| 第38回 | 9月23日 | 東京裁判開廷（東京裁判は公正であるべきだ）                   |            |
| 第38回 | キーナン検事が会見し東京裁判は公正だというが天皇については質問も禁じられる。島木は公正性に懸念を示し賢治は公正さを保とうとモニターを志願する。チャーリーはバラックに住んでいた万里子を立派な宿舎に住まわせ、敗戦国の人間と差があるのは当たり前だと言う。 |                                                              |            |
| 第39回 | 9月30日 | モニター （モニターは米軍の手先なのか）                      |            |
| 第39回 | 1946年5月3日：東京裁判開廷、裁判長の忌避動議は却下される。忠は鹿児島に復員するが叔母は生き恥を晒したと非難する。帰郷した賢治を叔母は歓迎するが、母校の生徒にお前は先輩ではないと言われ、忠からは裁判で米軍の手先のような仕事をしていると拒絶される。悲しむ叔母。 |                                                              |            |
| 第40回 | 10月7日 | 変身（戦争が日本人を醜く変えた・田中隆吉と典子）             |            |
| 第40回 | 1946年7月5日：田中隆吉元少将が満州事変が日本軍の陰謀であった事を証言し、板垣らが犯人だと指さす。忠は騙され石鹸を安く買いたたかれてしまう。賢治は取り締まり情報から典子が今は米軍将校の情婦となり米軍物資の横流しをしているのを知り会うが、二人とも変わってしまった事を嘆くしかない。 |                                                              |            |
| 第41回 | 10月14日 | 凱旋（二世達の戦後）                                         | 松平保久   |
| 第41回 | 1946年7月：賢治は休暇でロサンゼルスに帰る、ランドリーは再建され加州新報も元気だ。442部隊の帰還に大統領は偏見とも闘ったと讃えてくれる。帰還した勇は耳が聞こえないがランドリーを継ぐ決心をし恋人マリアンは反対を押して結婚するという。乙七は賢治たちが今は立派なアメリカ人になったのだと諭し、兄弟和解を望む。 |                                                              |            |
| 第42回 | 10月21日 | 英霊（BC級戦犯の不当な処刑）                                 | 佐藤幹夫   |
| 第42回 | 1946年8月13日：焼け跡で死者の迎え火を焚く賢治は川辺と再会する。彼はシンガポールで従軍カメラマンをしていたが真実は何も伝えられなかったと言う。再会したメイリンは恋心を伝えるが川辺は突然の逮捕、戦犯としてシンガポールで裁判にかけられる。間違いだすぐ帰ると言った川辺の行方を調べた賢治は既に処刑された事を知る。泣き悲しむメイリン。 |                                                              |            |
| 第43回 | 10月28日 | 古都憂愁（原爆病の梛子のはかない恋）                         | 小林武     |
| 第43回 | 1946年8月27日：忠はチャーリーの口利きで米軍物資の横流しをするが警察につかまり賢治が受け出しに来る、しかし兄弟の仲は冷たい。梛子は賢治と京都へ旅行一緒に旅館に泊まる、しかし彼女の体は日増しに悪くなっていた。一方エミーは賢治が父に送金していることも知らない。 |                                                              |            |
| 第44回 | 11月4日 | 真珠湾攻撃の謎（ルーズベルトは日本の攻撃を知っていた）       | 松岡孝治   |
| 第44回 | 1946年11月1日：東京裁判は日米開戦の真相を暴く(1)日本の外交はごまかしだったのか(2)真珠湾攻撃は騙し討ちだったのか？が焦点。検事は日本は11月中には開戦を決意、後の外交はごまかしだ、ハルノートに何も回答をよこさずいきなり攻撃、その後の通知も宣戦布告ではなく偽装外交を続けた。と解読した日本の暗号を証拠に弁論。弁護側はそれは諸刃の剣だ、米国が日本の開戦を知りながら攻撃をさせたと反対尋問で明らかにする。奇襲成功は米の陰謀と、日本軍の優秀さ、米軍のミスが重なったためだろう。だが忠は帝国軍人であれば潔く有罪を認め死ぬべきだと泣く。 |                                                              |            |
| 第45回 | 11月11日 | ワシントン・ハイツ（エミーのアル中発覚）                     | 伊豫田静弘 |
| 第45回 | エミーは日本へ、瀟洒な米軍住宅ワシントンハイツで賢治の帰りを待つが隠れて酒を飲む。ブレイクニー弁護士は原爆が戦争犯罪である事を指摘するが速記録では消されていた。啓介は民主的な教育基本法に感銘を受け教師に復帰する。パーティーでエミーは酒をがぶ飲み、ついにアル中を告白し「ジャップめ、真珠湾のお返しだ」と強姦されたと賢治を罵る。 |                                                              |            |
| 第46回 | 11月18日 | 限りある生命（梛子は原爆病で1年と宣告される）                | 佐藤幹夫   |
| 第46回 | 賢治はエミーの酒浸りと裁判での無力感から帰国を考える。梛子が倒れ広島の病院に入院、賢治が見舞うと原爆による白血病であと1年と言われる、賢治との京都の思い出を大事にする梛子。パール判事は戦後まだ時間がなく公正な裁判は無理だがやがて時間がそれを変えるだろう諦めるなと言う。賢治は裁判を見届ける事を決意する。しかし、このことを帰宅後に賢治がエミーに告げると、それは梛子とともにいたいためだとエミーに誤解され、エミーは狂乱する。 |                                                              |            |
| 第47回 | 11月25日 | 焼跡の聖夜（チャーリーは二世の哀歓を味わう）                 | 田島照     |
| 第47回 | エミーのアル中はひどい、そこにチャーリーは自分と一緒になれと誘うが断られる。子爵令嬢と見合いをしたチャーリーは皆の前でハーモニカを吹く羽目になり恥をかき破談、しかしマッカーサーの代行で天皇に拝謁すると婚約成立となる。だがその謁見では自分が日本人である事を思い知らされる。東郷外相は海軍が当初騙し討ちを計画したことを証言騒然となる。 |                                                              |            |
| 第48回 | 12月2日 | 兄弟和解                                                     | 村上佑二   |
| 第48回 | 忠は梛子のため高価な結核の特効薬を買い込むが梛子は白血病で数ヶ月と宣告される。東條英機が開戦も天皇の命令だと取れる発言をする。賢治は米兵からの二世侮蔑に怒り喧嘩をする。梛子の忠告により忠が改心し、賢治と和解する。 |                                                              |            |
| 第49回 | 1984年12月9日 | 最終論告                                                     | 佐藤幹夫   |
| 第49回 | 1947年12月31日：エミーはアル中で入院。東條の天皇戦争責任発言は検事との馴れ合いの質疑で否定される。実は田中隆吉を使った日米関係者の謀議によるものだった。勇夫婦に娘が生まれる。 |                                                              |            |
| 第50回 | 12月16日 | 宣告                                                         | 伊豫田静弘 |
| 第50回 | 梛子は死ぬ。賢治は判決文翻訳の為の服部ハウスからの軟禁を抜け出すが間に合わない。アル中が治ったエミーは広島から帰った賢治を優しく迎える。賢治は亡霊に悩まされる。広田弘毅が軍事参事官という翻訳間違いは指摘にも関わらず直らず死刑判決が出る。 |                                                              |            |
| 最終回 | 12月23日 | 新たなる旅立ち（そして誰もいなくなった…）                    | 村上佑二   |
| 最終回 | 1949年1月：東京裁判被告の処刑執行。チャーリーはまったくの偶然で暴漢に刺されて死ぬ、アル中の治ったエミーはアメリカへ一足早く帰る。忠は典子に婚姻関係継続を望むが拒否される。賢治は戦争に加担してしまった自分の罪を自ら裁き法廷で拳銃自殺する。その後、ロサンゼルスにいる父乙七が、賢治が生前に送っていた覚悟の手紙を読んだ上で息子の死を悟り、嘆く。 |                                                              |            |

### 総集編
| 放送回 | 放送日   | 題               | 放送時間    |
| ------ | -------- | ---------------- | ----------- |
| 第1回  | 12月28日 | マンザナールの風 | 21:40-23:10 |
| 第2回  | 12月29日 | 戦場の兄弟       | 21:45-23:15 |
| 第3回  | 12月30日 | 新たなる旅立ち   | 21:45-23:15 |

## 主な舞台
- 1930年代の銀座の喫茶店「リラ」
- リトル・トーキョー：ロサンゼルスの日系人街
- マンザナール収容所：カリフォルニア州の日系人収容所
- フィリピン戦線
- ワシントン・ハイツ
- 東京裁判法廷

## 描かれる事件
- 二・二六事件
主人公が泊まる湯河原の温泉宿を兵士が包囲、政府高官の娘が銃撃を受ける。東京の戒厳令の発布、投降よびかけアドバルーンなど。
- 南京大虐殺
従軍カメラマンの手紙の形で伝える、多くの兵士、民間人の死体が見られ、女や子供が日本軍により殺されたという。記者は死体などの写真は没収され嘘の記事しか送れないと嘆く。南京は日本軍が地獄にしたと表現される。賑やかな提灯行列も再現。
- 日米開戦
東郷茂徳の視点で描き、ハルノートが事実上の最後通牒であり米国から戦争をしかけたと描く。東郷は攻撃前に開戦の通告がなされるよう何度も確認している。日本側の交渉打ち切り通告が遅れたのは現地大使館員の不手際のせいである。
- アメリカの日系人への差別
開戦前でも厳しい差別があった事が描かれる。主人公は大卒でありながら白人社会では倉庫番にもなれない、店には「犬とジャップは入るべからず」と書かれ知らずに入ると叩き出される。原作はより厳しく、戦争後も日系人にはよい職がなくそれが主人公の自殺の原因の一つと描かれる。
- アメリカの戦時の日系人への憎しみ
開戦と同時に、真珠湾で友人知人を殺した「卑怯なジャップ」という日系人への激しい憎しみがあったことが描かれる。知日派の教授でさえ憎みを口にし、列車に乗れば袋叩きにあう。一方イタリア系やドイツ系にはなんの影響もなかった事も述べている。
- 日系人の強制収容
短時間での強制退去、荷物の制限、名札、監視は兵士でありほとんど捕虜として扱われたように描かれている。日系人の中には、おとなしく従う事で米国に忠誠を誓い米国人として認めてもらいたいという一群と、米国市民であるからこそ抗議し反対すべきという一群に別れ争った事が描かれる。また1世は単純に日本に忠誠心を持ち勝利を願っている。米国政府からの管理だけでなく、日系社会自体が分裂した状態にあった事が描かれる。
- 米軍による日本軍分析
米軍が細かい捕虜の訊問、文書の解読、通信の解読、暗号解読を行っていたことが描かれる。得た情報を分析し日本軍の配置を通して戦況の分析を行っている。
- 第442連隊戦闘団
イタリアでのテキサス部隊救出が描かれる。
- 東京大空襲
- 広島市への原子爆弾投下
  - 日系アメリカ人被爆者
  - 被爆者の死
- 特攻
- 東京裁判

## ソフトウェア
- 山河燃ゆ 完全版 第壱集 - NHKエンタープライズ
- 山河燃ゆ 完全版 第弐集 - NHKエンタープライズ[6]
- 山河燃ゆ 総集編 - NHKエンタープライズ[7]